# Aba Sadou
Abba Sadou est un homme politique camerounais. De 2011 à 2019, il est ministre délégué à la Présidence chargé des marchés publics. Il est originaire de Mayo Banyo, dans l'Adamaoua, une localité de la partie septentrionale du Cameroun.

## Biographie

### Études
Abba Sadou né à Mayo Kélélé et est issu de l'École nationale d'administration et de magistrature (ENAM) du Cameroun, promotion 1982.

### Fonctions
Il débute comme préfet dans la commune de Mora dans le Nord du Cameroun, de 1983 à 1987.

## Politique
Il est ministre délégué à la Présidence chargé des marchés publics du 9 décembre 2011, au 4 janvier 2019, au sein des gouvernements Philémon Yang.